# 호르헤 라리온다
호르헤 루이스 라리온다 피에트라페사(Jorge Luis Larrionda Pietrafesa, 1968년 3월 9일 ~ )는 우루과이의 축구 심판이다.
그는 1993년에 우루과이 프로 축구 리그 심판으로 데뷔했으며, 1998년에 국제 축구 연맹으로부터 국제 심판 자격을 취득하였다. 이후 1999년 6월 20일에 열린 칠레와 볼리비아의 경기에서 처음으로 국제 심판으로 활동하였다.
그는 2006년 FIFA 월드컵에서 앙골라와 포르투갈, 이탈리아와 미국, 토고와 프랑스의 조별 예선 세 경기, 포르투갈과 프랑스의 준결승전 경기의 주심을 맡았으며, 2009년 FIFA 컨페더레이션스컵에서 남아프리카 공화국과 이라크의 조별 예선 경기, 스페인과 미국의 준결승전 경기의 주심을 맡았다.
또한 그는 2010년 FIFA 월드컵에서 코트디부아르와 포르투갈, 카메룬과 덴마크, 오스트레일리아와 세르비아의 조별 예선 세 경기, 독일과 잉글랜드의 16강전 경기의 주심을 맡기도 하였지만 독일과 잉글랜드의 16강전 경기에서 잉글랜드의 프랭크 램파드 선수가 슛한 공이 크로스바를 맞고 골라인을 완전히 넘은 것을 골로 인정하지 않아 오심 논란에 휩싸이기도 했다. 이 때문에 그는 로베르토 로세티 심판과 함께 FIFA로부터 월드컵 심판에서 퇴출당했다.

## 주요 활동 경력
- 2001년 코파 아메리카: 브라질과 페루, 콜롬비아와 칠레의 조별 예선 두 경기
- 2003년 FIFA 컨페더레이션스컵: 터키와 미국, 일본과 콜롬비아의 조별 예선 두 경기, 프랑스와 터키의 준결승전 경기
- 2004년 하계 올림픽 축구: 그리스와 대한민국, 일본과 이탈리아의 조별 예선 두 경기, 이탈리아와 이라크의 3, 4위전 경기
- 2005년 FIFA 세계 청소년 축구 선수권 대회: 스페인과 모로코, 파나마와 터키, 이탈리아와 캐나다의 조별 예선 세 경기, 모로코와 나이지리아의 준결승전 경기
- 2005년 FIFA U-17 세계 축구 선수권 대회: 가나와 코스타리카, 감비아와 네덜란드의 조별 예선 두 경기, 네덜란드와 터키의 3, 4위전 경기
- 2006년 FIFA 월드컵: 앙골라와 포르투갈, 이탈리아와 미국, 토고와 프랑스의 조별 예선 세 경기, 포르투갈과 프랑스의 준결승전 경기
- 2007년 코파 아메리카: 파라과이와 콜롬비아, 아르헨티나와 파라과이의 조별 예선 두 경기, 칠레와 브라질의 8강전 경기
- 2007년 FIFA 클럽 월드컵: 우라와 레즈와 AC 밀란의 준결승전 경기
- 2009년 FIFA 컨페더레이션스컵: 남아프리카 공화국과 이라크의 조별 예선 경기, 스페인과 미국의 준결승전 경기
- 2009년 FIFA U-20 월드컵: 미국과 카메룬, 남아프리카 공화국과 온두라스의 조별 예선 두 경기, 독일과 나이지리아의 16강전 경기, 가나와 헝가리의 준결승전 경기
- 2010년 FIFA 월드컵: 코트디부아르와 포르투갈, 카메룬과 덴마크, 오스트레일리아와 세르비아의 조별 예선 세 경기, 독일과 잉글랜드의 16강전 경기